# 茂吉記念館前駅

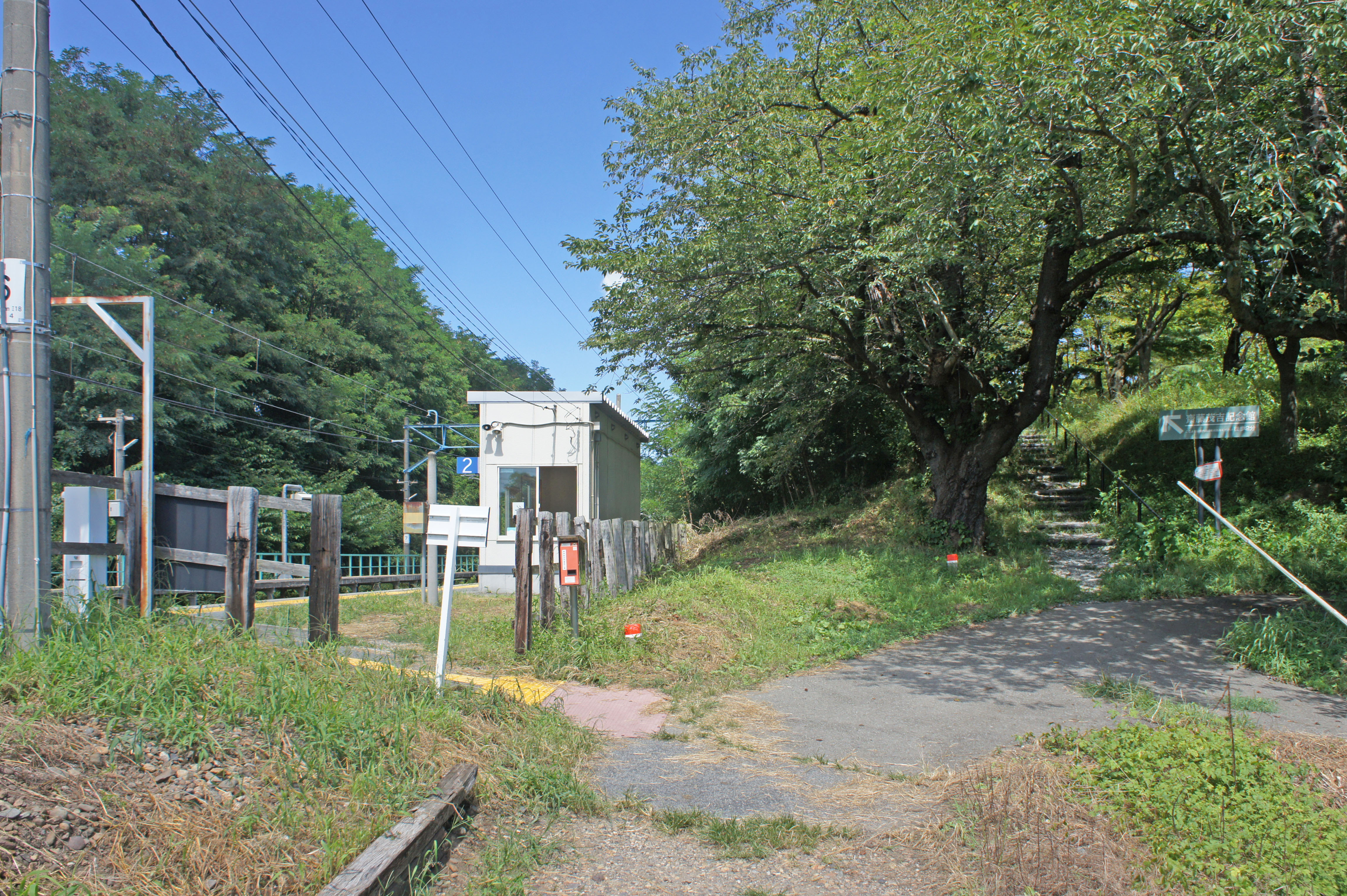
上り線出入口（2022年8月）

茂吉記念館前駅（もきちきねんかんまええき）は、山形県上山市北町弁天にある、東日本旅客鉄道（JR東日本）奥羽本線の駅である。「山形線」の愛称区間に含まれている。

## 歴史
- 1952年（昭和27年）3月5日：日本国有鉄道奥羽本線上ノ山駅（現・かみのやま温泉駅） - 蔵王駅間に北上ノ山駅（きたかみのやまえき）として開業（旅客駅）[2]。開業当初は下記の停車場と相互間の旅客のみ取り扱った[2]。
  - 奥羽本線米沢駅 - 新庄駅間各駅
  - 仙山線楯山駅 - 山寺駅間各駅
  - 左沢線各駅
  - 仙台駅
- 1987年（昭和62年）4月1日：国鉄分割民営化により、東日本旅客鉄道（JR東日本）の駅となる[3]。
- 1992年（平成4年）7月1日：同日の福島駅 - 山形駅間への山形新幹線・山形線の愛称付与に併せ、茂吉記念館前駅に改称[3]。
- 2024年（令和6年）
  - 3月16日：ICカード「Suica」の利用が可能となる[4][5]。
  - 10月1日：えきねっとQチケのサービスを開始[1][6]。

## 駅構造
相対式ホーム2面2線を有する地上駅である。構内から両ホームを行き来する事はできず、構内福島方に設けられた階段と隣接する踏切で直接出入りする。また、両ホームの青森方は切通しにかかっている。
山形駅管理の無人駅である。駅舎はないが、両ホームに木造の待合所が設けられ、内部には長椅子が設置されている（待合室は2009年〈平成21年〉に改築）。乗車駅証明書発行機、簡易Suica改札機が各ホーム入口にそれぞれ設置されている。
かつては下りホームは3両分、上りホームは2両分しかなく、客車列車は通過し気動車列車のみが停車していた。

### のりば
| 番線 | 路線    | 方向 | 行先           |
| ---- | ------- | ---- | -------------- |
| 1    | ■山形線 | 下り | 山形・新庄方面 |
| 2    | ■山形線 | 上り | 赤湯・米沢方面 |

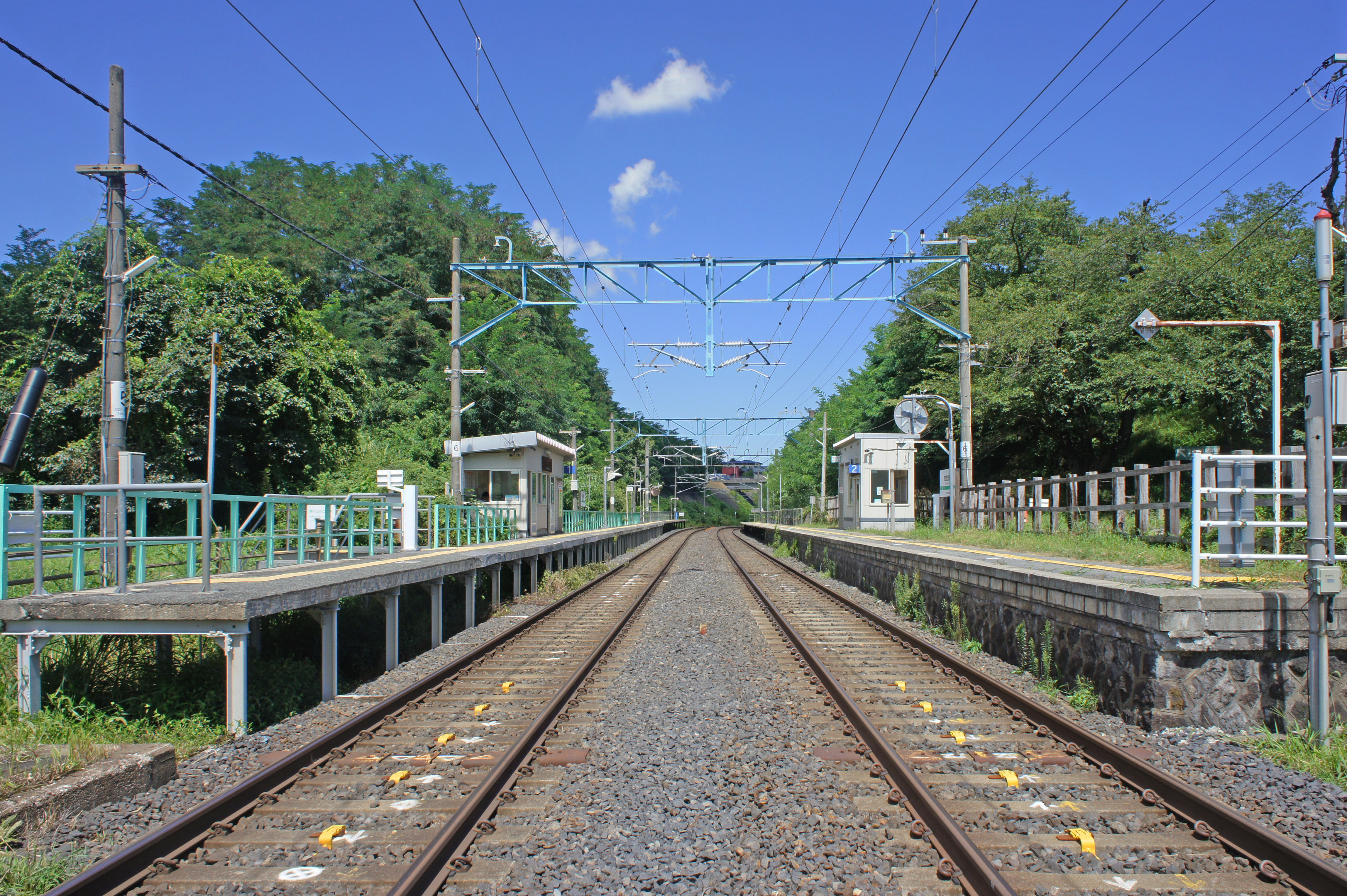
ホーム（2022年8月）

## 利用状況
「山形県の鉄道輸送」によると、2000年度（平成12年度）- 2004年度（平成16年度）の1日平均乗車人員の推移は以下のとおりであった。
| 乗車人員推移       | 乗車人員推移     | 乗車人員推移 |
| 年度               | 1日平均 乗車人員 | 出典         |
| ------------------ | ---------------- | ------------ |
| 2000年（平成12年） | 165              | [ 9 ]        |
| 2001年（平成13年） | 172              | [ 9 ]        |
| 2002年（平成14年） | 189              | [ 9 ]        |
| 2003年（平成15年） | 195              | [ 9 ]        |
| 2004年（平成16年） | 190              | [ 9 ]        |

## 駅周辺
- 斎藤茂吉記念館
  - 駅の北800メートルほどの場所にある金瓶の集落が斎藤茂吉の生地である。
- ニュートラックかみのやま（旧上山競馬場）
- リナワールド
- 山形県立山形盲学校
- かみのやま病院
- みゆき会病院
- ヴェンテンガルデン（上山市民農園）[10]
- また、かつては旧山形県立上山農業高等学校（現・山形県立上山明新館高等学校）の最寄り駅でもあった。

## 隣の駅
東日本旅客鉄道（JR東日本）
■山形線（奥羽本線）
かみのやま温泉駅 - 茂吉記念館前駅 - 蔵王駅